# Маленький хрестоносець
Маленький хрестоносець (чеськ. Křižáček) — чеський історичний фільм 2017 року режисера Вацлава Кадрнки. Знятий на основі вірша Ярослава Врхліцького «Маленький хрестоносець зі Своянова». Дія фільму відбувається у XIII столітті. Фільм розповідає історію дев'ятирічного Єніка, син повелителя Свояновського замку Борека. Єнік втікає з дому щоб долучитися до дитячого хрестового походу. Борек вирушає на пошуки сина. Зйомки фільму проходили на півдні Італії — в Апулії, Калабрії та Сардинії.
Світова прем'єра кінострічки відбулася 5 липня 2017 року на Міжнародному кінофестивалі у Карлових Варах, де вона отримала головний приз — «Кришталевий глобус». Це вперше за 15 років кінофестивалю, коли головна нагорода була присуджена чеському фільму.

## У ролях
- Карел Роден — Борек
- Алеш Білік — Жімко
- Яна Семерадова — мати Єніка
- Матоуш Йон — Єнік
- Їрі Соукуп  — Герміт
- Міхал Легінь — Углір
- Шімон Вискочіл — син Угліра
- Яна Ольгова — дружина господаря постоялого двору
- Іван Крупа — господар постоялого двору
- Елішка Кренкрва  — ангел
- Ян Бкднар — Штепан
- Томаш Бамбушек — оповідач